# 阿尔法罗活着该死政治运动
阿尔法罗活着该死政治运动（西班牙語：Movimiento Político Alfaro Vive Carajo，缩写为AVC）是厄瓜多尔的一个极左翼政党。该党起源自活跃于1983年－1991年的反政府游击队组织“阿尔法罗活着，该死！”。该党成立于2014年9月11日。该党的意识形态是马克思列宁主义、反修正主义。该党的主席是米雷娅·卡德纳斯。该党曾是政党联盟联合阵线的成员。